# Zvole u Prahy
Zvole (deutsch Zwol) ist eine Gemeinde im Okres Praha-západ, Tschechien. Sie liegt in 366 m ü. M. 17 Kilometer südlich des Stadtzentrums von Prag. Die Fläche der Gemeinde beträgt 7,25 km².

## Ortsgliederung
Die Gemeinde Zvole besteht aus den Ortsteilen Zvole und Černíky. Das Gemeindegebiet gliedert sich in den Katastralbezirk Zvole u Prahy.

## Sehenswürdigkeiten
- Kirche der hl. Margareta in Zvole
- Slawischer Burgwall Na Homoli
- Ausgestorbenes Dorf Hřibov